# 円光寺 (鎌倉市)
円光寺（えんこうじ）は、神奈川県鎌倉市にある真言宗大覚寺派の寺院。

## 歴史
創建年代は不明である。ただ開山の澄範が1559年（永禄2年）に寂していること、開基の北条氏時が玉縄城の祈願所として創建していることから、戦国時代後期に創建されたものと推測される。
その後、1619年（元和5年）に一国一城令の規定により玉縄城が廃城になった際に、現在地に移転した。かつては同市の青蓮寺の末寺であったが、現在は大覚寺の末寺となっている。

## 文化財
- 木造毘沙門天立像（鎌倉市指定有形文化財 昭和53年5月11日指定）[2]

## 交通アクセス
- 大船駅西口①のりばより神奈中バス　船32藤沢駅北口行き・船31慈眼寺行き に乗車し、植木下車徒歩1分
- 藤沢駅北口④のりばより神奈中バス　船32大船駅西口行き　に乗車し、植木下車徒歩1分